# Röd julklappsmask
Röd julklappsmask (Tubulanus annulatus) är en djurart som tillhör fylumet slemmaskar, och som först beskrevs av Montagu 1804. Enligt Catalogue of Life ingår Röd julklappsmask i släktet Tubulanus och familjen Tubulanidae, men enligt Dyntaxa är tillhörigheten istället släktet Tubulanus, och ordningen Palaeonemertea. Arten är reproducerande i Sverige. Inga underarter finns listade i Catalogue of Life.